# Natalja Boriszovna Sipilova
Natalja Boriszovna Sipilova (oroszul: Наталья Борисовна Шипилова; Volgográd, 1979. december 31. –) orosz kézilabdázó, a 2008-as pekingi olimpián ezüstérmes orosz női válogatott tagja. Az olimpiai ezüstérmen kívül 2007-ben világbajnoki címet ünnepelhetett a válogatottal.